# Піві лісовий
Пі́ві лісовий (Contopus virens) — вид горобцеподібних птахів родини тиранових (Tyrannidae). Гніздиться на сході Північної Америки, зимує в Південній Америці. Раніше вважався конспецифічним з бурим піві.

## Таксономія і систематика

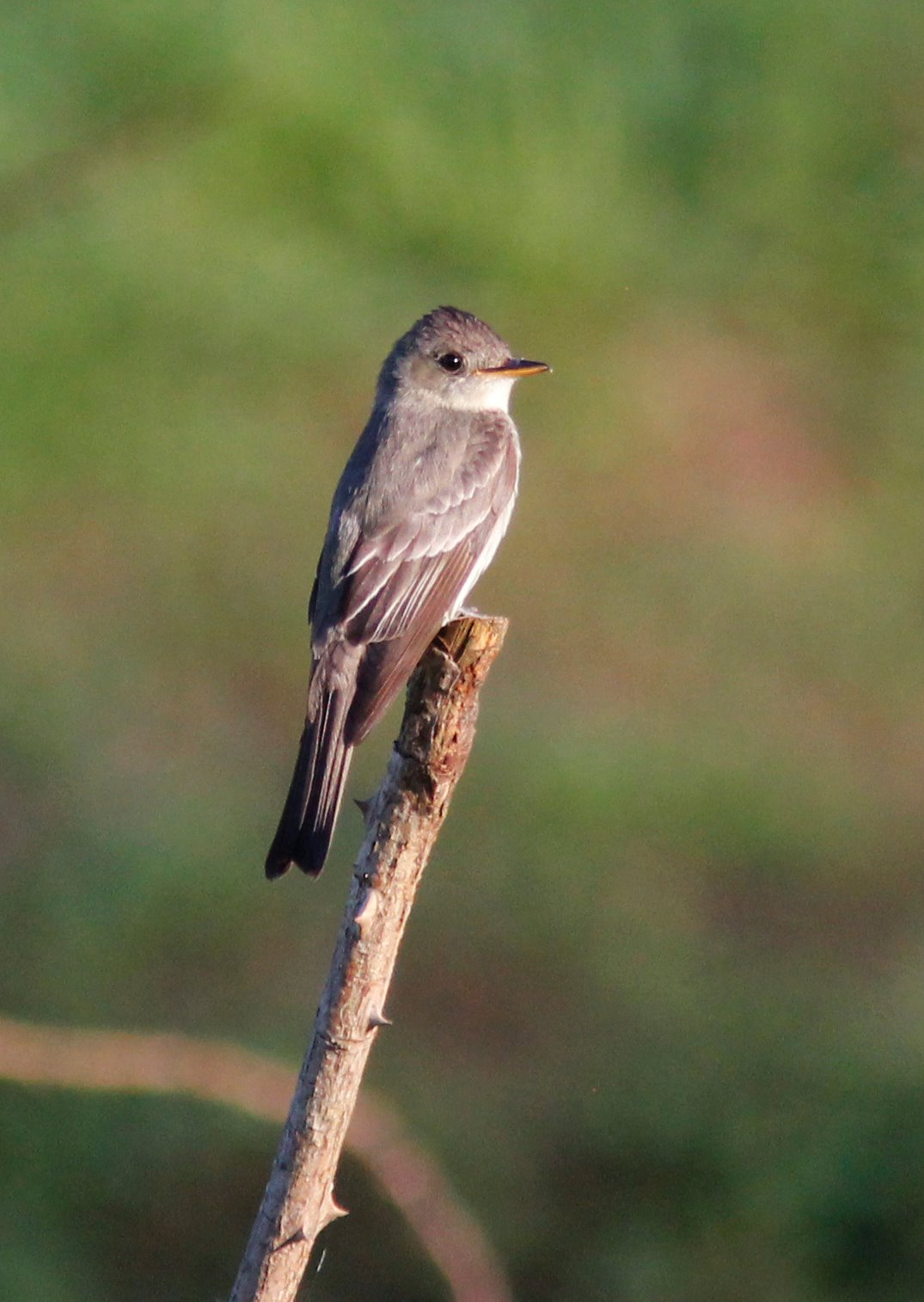
Лісовий піві

В 1760 році французький зоолог Матюрен Жак Бріссон включив опис лісового піві до своєї книги "Ornithologie", описавши птаха за зразком із Кароліни. Він використав французьку назву Le gobe-mouche cendré de la Coroline та латинську назву Muscicapa Carolinensis cinerea. Однак, хоч Бріссон і навів латинську назву, вона не була науковою, тобто не відповідає біномінальній номенклатурі і не визнана Міжнародною комісією із зоологічної номенклатури. Коли в 1766 році шведський натураліст Карл Лінней випустив дванадцяте видання своєї Systema Naturae, він доповнив книгу описом 240 видів, раніше описаних Бріссоном. Одним з цих видів був лісовий піві, для якої Лінней придумав біномінальну назву Muscicapa virens. Пізніше лісовий піві був переведений до роду Піві (Contopus), описаного німецьком орнітологом Жаном Кабанісом у 1855 році. Він є типовим видом цього роду.

## Опис
Довжина птаха становить 13,5-15 см, розмах крил 23-26 см, вага 14 г. Виду не притаманний статевий диморфізм. Верхня частина тіла оливково-сіра, нижня частина тіла світліша, гради мають оливковий відтінок. Крила довгі, на крилах дві світлих смужки. Дзьоб темний, знизу біля основи жовтий, лапи чорні. Спів — посвист "пі-ві", що дав назву цьому виду птахів, а також подвійний посвист "пі-пі", друга нота в якому є вищою.

## Поширення і екологія
Лісові піві гніздяться на сході Канади і США. Наприкінці серпня і у вересні вони мігрують на південь, до Південної Америки, досягаючи Перу і Болівії. Повертаються на північ вони відносно пізно, в Канаді у травні-червні. південніше наприкінці квітня. Лісові піві живуть в широколистяних, соснових і мішаних лісах, на узліссях і галявинах, в лісових масивах, парках і садах. Зустрічаються на висоті до 1500 м над рівнем моря. Живляться комахами та іншими безхребетними, яких ловлять в польоті або шукають серед листя. Сезон розмноження триває з травня по серпень. Гніздо чашоподібне, робиться з трави, кори і лишайників, прикріплюється до горизонтальної гілки за допомогою павутиння, на висоті від 4,6 до 18,3 м над землею. В кладці 3 білих яйця, поцяткованих коричневими плямками. Інкубаційний період триває 12-14 днів, пташенята покидають гніздо через 15-17 днів після вилуплення. За ними доглядають і самиці, і самці.

## Збереження
МСОП класифікує цей вид як такий, що не потребує особливих заходів зі збереження. За оцінками дослідників, популяція лісових піві становить приблизно 6,5 мільйонів птахів. В період з 1966 по 2015 рік популяція виду скоротилася на 51%.